# Битва за Британію
Би́тва за Британію (англ. Battle of Britain, нім. Luftschlacht um England, досл. «Повітряна битва за Англію») — бомбові нальоти Люфтваффе на міста Великої Британії та бої за домінування у повітряному просторі Великої Британії, між Люфтваффе Німеччини та Королівськими Повітряними Силами (КПС) Великої Британії. Назва пішла від промови Вінстона Черчиля 18 червня 1940 року:
Битва за Францію закінчилася. Я очікую, що битва за Британію ось-ось почнеться.
Відразу ж після битви і очікуваної перемоги Люфтваффе, Гітлер планував розпочати операцію «Морський Лев», в ході якої німецький десант висадився б на територію Великої Британії. Цим німецьке командування хотіло поставити на коліна Британію, змусивши її підписати мирний договір, однак у битві за Британію Люфтваффе зазнав поразки. Деякі історики вважають, що Гітлер програв битву через те, що відтягнув ескадрильї Люфтваффе на схід, для підготовки вторгнення у СРСР. Інші, такі як Дерек Робінсон, не погоджуються з тим, що у Битві за Британію у Німеччини був шанс перемогти.
Британські історики датують перебіг битви від 10 липня до 31 жовтня 1940, бо саме в цей період відбувалися найжорстокіші сутички у небі та бомбардування промислової та цивільної інфраструктури. Німецькі історики датують подію від середини серпня 1940 аж до 31 травня 1941 року, аргументуючи це тим, що саме в кінці травня основні сили Люфтваффе були переправлені на схід, для здійснення Операції «Барбаросса».

## Передісторія
Велика Британія була першою країною, яка оголосила війну Третьому Рейху. Локальна польсько-німецька війна фактично дала старт нової світової війни. У Франції, біля укріпленої лінії Мажино, розташувалася франко-британська армія, а біля лінії Зігфріда сконцентрувалася німецька армія. Але військові дії обмежувалися лише окремими операціями на морі. На суходолі активних боїв не було аж сім місяців. Цей період війни увійшов в історію як Дивна війна.
30 листопада 1939 року Радянський союз розпочав військову агресію проти Фінляндії. Велика Британія домагалася від Норвегії і Швеції дозволу на відправку експедиційного корпусу на допомогу Фінляндії. Але закінчення Зимової війни 12 березня 1940 поклало край цим планам[неавторитетне джерело].
У квітні 1940 року Вермахт вдерся до Данії та Норвегії. 10 травня 1940 року нацисти почали захоплювати країни Західної Європи. Довше всіх протрималася Франція. Вона капітулювала 22 червня 1940 року. Капітуляція Франції в червні 1940 р. залишила Велику Британію наодинці з Німеччиною, яка володіла ресурсами всієї Європи, а також отримувала щедре постачання із СРСР.
Після евакуації британських військ з Дюнкерка (Операція «Динамо») і капітуляції Франції 22 червня 1940 року Гітлер вірив, що Велику Британію переможено, і Німеччина є хазяїном у Європі. Однак у Британії залишалися люди, що негативно ставились до підписання миру із Німеччиною. Серед них був щойно обраний прем'єр-міністр Вінстон Черчилль. Завзяття та ораторські навички Черчилля переконали народ Великої Британії відмовитись від ідеї підписання мирного договору із Третім Рейхом і готуватися до тривалої війни.

## Німецькі плани щодо окупації Британії
16 липня, плануючи закінчити війну на заході, Гітлер наказав підготувати план вторгнення до Великої Британії. Гітлер сподівався налякати цивільне населення у Британії, щоб у такий спосіб вивести її з війни. Перед цим, 16 липня, грос-адмірал Редер доповів Гітлерові, що вторгнення до Великої Британії можливе тільки за умови повного контролю повітряного простору між Німеччиною і Великою Британією та із сильним флотом. Німецький флот значно постраждав під час війни з Норвегією, у той час як Британський флот мав багато нових кораблів, готових до бою. Очевидною була неможливість того, що німецькі війська зможуть висадитись на березі Великої Британії без значних втрат. Єдиною альтернативою для протидії британському флоту були бомбардувальники Люфтваффе, однак для їх ефективної дії був потрібен контроль над повітряним простором Великої Британії.
1 серпня була видана директива про ведення «повітряної і морської війни проти Англії». Ці сили без вторгнення сухопутних військ повинні були перемогти Англію.
Після окупації Британія та Ірландія мали бути розділені на шість військово-економічних командувань з штаб-квартирами в Бірмінгемі, Ґлазґо, Дубліні, Ліверпулі, Лондоні та Ньюкаслі. Головною штаб-квартирою німецької окупаційної адміністрації Гітлер обрав спадковий маєток герцогів Мальборо палац Бленем.
Нацисти складали списки осіб та організацій у Британії, які становили б для них небезпеку в разі захоплення країни. Усього в цих списках гестапо фігурувало 2300 осіб та 400 організацій. Окрім євреїв (450 тисяч осіб) як головної мішені нацистів, були ще квакери, біженці-антифашисти з Іспанії часів громадянської війни 1936—1939 років, банкіри з фонду «United Dominions Trust», бригадний генерал Едвард Спірс (противник політики умиротворення Гітлера, а під час битви за Францію травня—червня 1940 року — особистий представник Черчилля при французькому прем'єр-міністрі Рейно), Британська асоціація інженерів, противники нацизму, що втекли з Німеччини. За німецькими планами все чоловіче населення Британії віком 17—45 років мало бути інтерноване та відправлене до концтаборів. В умовах 1940 року, коли все населення Великої Британії було 48 мільйонів, це означало, що потрібно було депортувати 11 мільйонів осіб.

## Озброєння

### Бомбардувальники

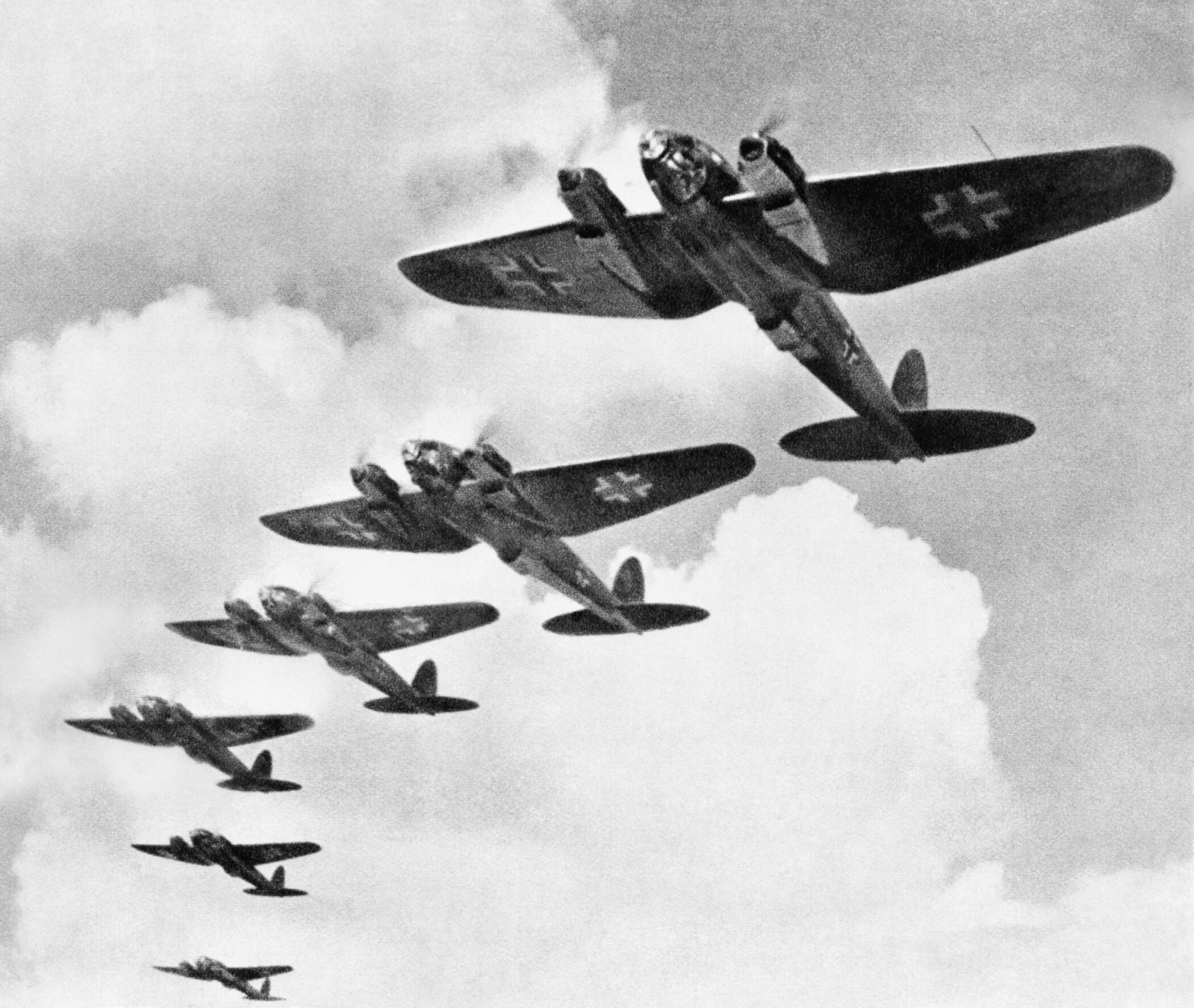
Бомбардувальники Heinkel He 111 під час нальоту на Британію

Основними бомбардувальниками Люфтваффе були Heinkel He 111, Dornier Do 17 і Junkers Ju 88 (для бомбардування з середніх і малих висот), і Junkers Ju 87 «Штука» для бомбардування з пікірування. У більшості випадків використовувалися He 111. Для висотних бомбардувальників існували також розвідувальні версії.
«Штуки» виявилися найменш успішними на британському театрі воєнних дій: через низьку швидкість і недостатню маневреність вони ставали легкою ціллю британських винищувачів. До того ж, запас пального у Ju-87 був недостатнім. Після серії втрат, ескадрильї «Штук» було майже повністю знято з завдань бомбардування Британії. Деякий час вони використовувалися для бомбардування морських цілей, а у 1941-му їх перекинули на східний фронт.
Інші три машини відрізнялися своїми характеристиками. Heinkel 111 був найповільнішим, Ju 88 — найшвидшим, але тільки після скидання бомбового навантаження (що було закріплене переважно на зовнішніх підвісах). Do 17 ніс найменше бомб. Всі три типи бомбардувальників зазнали важких втрат від британських винищувачів, але найбільше постраждали групи Ju 88. Загалом німецькі бомбові сили потребували постійної підтримки з боку винищувачів, які, втім, часто не надавалися у достатніх кількостях. Головним типом супровідного літака був Messerschmitt Bf 109.
На боці Третього Рейху в битві брав участь італійський повітряний корпус. Він був сформований 10 вересня 1940 року і базувався в окупованій Бельгії. У нього входили: 13-а і 43-я ескадрилья, озброєні, в цілому, 74 двомоторними бомбардувальниками Fiat BR.20М, і 172-га розвідувальна ескадрилья з п'ятьма літаками CANT Z.1007bis.

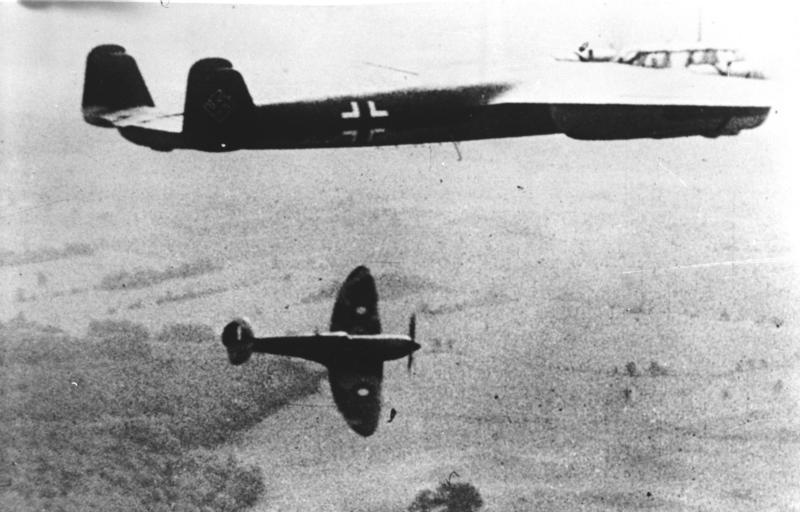
Німецьке пропагандистське фото бомбардувальника Dornier 17Z, поряд з яким летить Spitfire I

З боку Британії для бомбардувальних польотів (в основному нічних, для таких цілей як заводи, порти і залізничні вузли) використовувалися три типи бомбардувальників:
Armstrong Whitworth Whitley, Handley-Page Hampden і Vickers Wellington. Ці літаки за класифікацією RAF були важкими бомбардувальниками, хоча Hampden був радше середнім бомбардувальником, порівняним з He 111. Двомоторний Bristol Blenheim і одномоторний Fairey Battle, що вже застарів, були легкими бомбардувальниками; У RAF Bomber Command літаки Blenheim були найбільш чисельними і виконували польоти для атак кораблів, портів, аеродромів і заводів на континенті вдень і вночі.
Ескадрильї Fairey Battle, які зазнали важких втрат у денних боях під час битви за Францію, поповнили резервними машинами, і вони продовжили виконувати завдання (переважно нічні) нальотів на порти, аж до жовтня 1940 року, коли Battle було врешті відкликано з фронту.

## Хід битви
Днем початку битви за Британію вважається 10 липня 1940 року, коли розпочалися перші авіанальоти на територію Англії. На цьому етапі німецькі ВПС в основному здійснювали розвідку боєм, перевіряючи на міцність оборону противника. Метою німецьких атак стали англійські конвої в Ла-Манші, які перевозили життєво необхідну для британської економіки сировину. Атакам винищувачів Люфтваффе піддавалися також і різні військові та промислові об'єкти на південно-східному узбережжі Англії. Таким чином, Німеччина шукала слабкі місця в британській обороні і в той же час без особливого ризику для себе тримала уряд Великої Британії в постійній напрузі.
Хід активної фази битви за Британію можна розділити на кілька етапів.
Перший почався з 13 серпня і тривав до 7 вересня. 13 серпня в Німеччині було оголошено «Днем орла» (нім. Adlertag), він став першим днем німецької операції «Атака орлів» (нім. Adlerangriff). Саме цього дня військово-повітряні сили Німеччини почали завдавати масовані удари безпосередньо по англійській винищувальної авіації, по аеродромах, командних пунктах і радіолокаційним станціям, однак переведена ще в 1939 році на військові рейки промисловість, навіть в найгірший для Королівських ВПС час — з середини серпня до середини вересня 1940 року — змогла виготовити літаків більше, ніж було збито німцями.
У ніч на 25 серпня 1940 року десять німецьких літаків, збившись з курсу, помилково скинули бомби на околицю Лондона. 26 серпня 1940 року англійці здійснили у відповідь перший авіанальот на Берлін. На північно-західну частину міста було скинуто 22 тони бомб, загинули 12 осіб, також були завдані серйозні руйнування. До кінця 1940 року загальний збиток від англійських нальотів коштував Берліну приблизно 200 убитих і до 1800 зруйнованих будівель. У відповідь на бомбардування Берліну Гітлер віддав наказ на бомбардування Лондона, що і стало початком другого етапу.
Другий етап битви почався 7 вересня 1940 року, день початку Лондонського Бліцу, коли Люфтваффе завдали першого масованого бомбового удару по Лондону. На столицю скинули тисячі запалювальних та сотні інших бомб. Після бомбардування військових та промислових цілей, як це було раніше, мета бліцу «Бліцу» була інша,— помста, тобто терор мирного населення.
Після цього німецькі бомбардувальники стали регулярно з'являтися над містом. Особливо сильним був наліт 15 вересня, коли німецьке командування послало на Лондон понад 1000 літаків. Над містом розігралася грандіозна повітряна битва, в якій англійська винищувальна авіація і зенітна артилерія чинили агресору запеклий опір. Ворог втратив 60 літаків, а англійці — 26. Такий інтенсивний опір ошелешив Герінга і керівництво Люфтваффе, які сподівались, що англійська авіація майже повністю знищена попередніми атаками аеродромів. Після 15 вересня напруженість повітряних боїв над Лондоном і в цілому над Англією стала дещо спадати.
Переконлива перемога 15 вересня у масштабній битві в небі Лондона, коли силами 630 винищувачів була відбита атака майже удвічі більшого німецького повітряного флоту, змусила Берлін вчергове відкласти початок операції «Морський лев» (і як виявилось, назавжди), з погіршенням погоди інтенсивність авіанальотів на британську столицю пішла на спад, а їх акцент змістився на промислові центри та портові міста — Бірмінгем, Ковентрі, Саутгемптон, Ліверпуль, Белфаст, Глазго, Бристоль, Ньюкасл, Плімут, Кардіфф, Манчестер, Шеффілд, Суонсі, Портсмут і Ейвонмут. Особливо дуже сильно постраждало місто Ковентрі. 14 листопада воно пережило найруйнівніше бомбардування. На місто впало 56 тонн запалювальних бомб, 394 тонни фугасних бомб і 127 парашутних мін, було зруйновано сім важливих військових підприємств, пошкоджено 12 авіаційних заводів, згоріло 60 тисяч із 75 тисяч будівель, загинуло 568 осіб, а 865 було поранено.
До 3 листопада Лондон пережив 57 нічних бомбардувань силами у середньому 200 німецьких та італійських літаків, що злітали з летовищ Бельгії і скидали на місто тони авіаційних і запалювальних бомб.
Найруйнівніша атака на Лондон, відома також як Друга велика лондонська пожежа, була здійснена надвечір 29 грудня 1940 року, коли 136 німецьких бомбардувальників скинули на місто кілька десятків тисяч запалювальних бомб. У масштабних пожежах загинуло 160 осіб, ще близько 250 було поранено. Підхоплений вітром вогонь, який не вдалось вчасно локалізувати через відплив у Темзі, спустошив історичний центр міста, зруйнувавши численні історичні пам'ятки XV—XVII століття й вісім церков, збудованих Крістофером Реном; сильно постраждали, але вціліли собор св. Павла, Вестмінстерське абатство, Букінгемський палац і Палата представників.
Хоча англійська історіографія вважає, що Битва за Британію тривала з липня по жовтень 1940 року, проте сильні бої в англійському небі відбувалися аж до кінця травня 1941 року. 10 травня 1941 року Лондон зазнав останнього потужного авіанальоту. Виникли 2000 пожеж, і було зруйновано 150 водопровідних магістралей. Було сильно пошкоджено п'ять доків, 3000 людей загинуло та було поранено. У ході цього нальоту було сильно пошкоджено Вестмінстерський палац. А 6 червня 1941 року Лондон пережив останній авіаналіт. Так і не досягнувши успіху у Битві за Британію, основні сили Люфтваффе були переправлені на схід, де Німеччина невдовзі почала війну з Радянським Союзом.
Всього німецька авіація здійснила понад 46 тисяч польотів і скинула близько 60 тисяч тонн бомб, втративши при цьому 1 733 літаки. Англійці втратили 1547 літаків.
Битва за Британію стала ключовим боєм в ході Другої світової війни для Великої Британії і розвіяла непереможність Гітлера. Поряд з британськими льотчиками в битві брали участь військові з Польщі, Чехословаччини, Австралії, Канади, Нової Зеландії, США, Бельгії, Франції, Ірландії. Найбільша кількість повітряних перемог під час Битви (17) належить чехові Йозефу Франтішеку. Здійснивши втечу із Чехословаччини після її захоплення Третім Рейхом, він воював у складі польських ВВС, потім, після окупації Польщі, приєднався до французів і влітку 1940 року записався до Першої польської ескадрильї британських ВВС. Франтішек загинув у жовтні 1940 року. У цій битві відзначився й Дуглас Байдер — знаменитий безногий льотчик-ас, який до попадання до німецького полону здобув до осені 1941 року 23 перемоги, був збитий над Францією. Німці були просто шоковані тим, що льотчик з протезами замість ніг міг керувати Спитфайром, і, зв'язавшись з королівськими ВВС, організували доставку нових протезів Байдеру.

## Наслідки
Першим політичним наслідком успіху Англії став фактичний провал військово-політичного союзу між Третім Рейхом і СРСР. 12 листопада 1940 в Берлін приїхав нарком закордонних справ СРСР В'ячеслав Молотов з метою обговорення умов приєднання СРСР до Троїстого пакту. Характерно, що цього дня англійська авіація бомбила столицю Рейху. Гітлер після цього твердо вирішив повернути на схід і воювати з СРСР.
Битва за Британію дуже зумовила різкі зміни в громадській думці американців щодо очікуваних результатів війни в Європі. Якщо, до битви багато американців слідом за Джозефом Кеннеді, який в той час був послом США у Великій Британії, вважали, що Британія не протримається, і її поразка — питання декількох тижнів або місяців, то під час битви кількість прихильників політики ізоляціонізму невпинно зменшувалась. Президент Рузвельт також прийняв точку зору свого емісара Білла Донована, який відвідав Велику Британію в період битви і переконав президента в необхідності надання традиційному союзнику всебічної підтримки. 2 вересня 1940 року було підписано англо-американську угоду, за якою в обмін на орендовані для створення військових баз британські території Сполучені Штати передали Англії 50 есмінців. І нарешті, 11 березня 1941 Конгрес прийняв закон про ленд-ліз, що дозволяв надавати озброєння Британії на умовах оренди.
Цікаво, що під час битви, заступник Гітлера, рейхсміністр без портфеля, член міністерської ради оборони Німецької імперії, член таємної німецької ради кабінету міністрів і лідер нацистської партії Рудольф Гесс таємно вилетів із Німеччини і приземлився на парашуті поблизу помістя герцога Гамільтонського в Шотландії. Він прагнув вступити в переговори з королівською родиною і укласти мир з Британією. Але англійський уряд не пішов на контакт. Він був ув'язнений, а після завершення війни був переданий Нюрнберзькому трибуналу, яким був засуджений до довічного ув'язнення. У 1987 році Гесс повісився у власній камері тюрми Шпандау.

## Бомбардування Лондона після битви
Нових ударів Лондон зазнав 13 червня 1944 року, коли по ньому були випущені перші ракети «Фау-1». 8 вересня місто зазнало обстрілу ракетами «Фау-2», від яких загинуло 2754 цивільних і ще 6523 було поранено. До 29 березня наступного року Лондона досягло 2419 німецьких ракет, від яких загалом загинуло 6184 чоловік і 17 981 було поранено.

## Пам'ять
15 вересня в Великій Британії відзначається «День битви за Британію». На думку англійців, втрати, понесені німецькими ВПС цього дня в 1940 році, змусили німецьке командування визнати неможливість зламати оборону Британських островів і моральний дух британців. В СРСР (а потім і в РФ) прийнято стверджувати, що, саме СРСР належить вирішальна роль у Другій світовій війні, який мало не поодинці розбив німців, «поки англосакси відсиджувалися на острові». Насправді англійці не «відсиджувалися», вони билися проти Рейху в ті роки, коли Сталін де-факто був союзником Гітлера. Поки СРСР разом з Рейхом окупував Польщу і влаштовував радянсько-нацистські паради, проводив в тил англійцям нацистський рейдер «Комет» Північним морським шляхом, постачав Рейху нафту, зерно, кольорові метали, каучук, без чого не змогла б функціонувати військова машина Німеччини. Незважаючи на те, що англійцям доводилося боротися практично наодинці проти цієї машини, вони вистояли. І навіть змогли виграти повітряну «битву за Британію», що стало переломним моментом у війни.